# Bignonia catalpa
Bignonia catalpa  es una especie de planta con flor originaria de Estados Unidos,  donde crece cerca del agua de ríos o lagunas en Carolina, Alabama, Georgia, Florida y Luisiana. Es una sinonimia de Catalpa bignonioides.

## Descripción
Es una árbol con corteza escamosa con hojas grandes, opuestas y con forma de corazón.
Las flores de color blanco, moteadas de púrpura en la zona tubular, se agrupan en panículas terminales grandes y vistosas, tienen la corola en forma de campana con cinco lóbulos.
El fruto es una cápsula de 3 dm de largo por 5 mm de grueso que queda colgado hasta la primavera.

## Distribución y hábitat
Procede del este de América del Norte y se cultiva en las regiones cálidas de Europa. Relativamente exigente en agua, tolera los fríos invernales y la canícula. Puede desarrollarse en suelos calizos o silíceos. Es de crecimiento rápido.

## Taxonomía
Bignonia catalpa fue descrita por Carlos Linneo y publicado en Species Plantarum 2: 622.  1753.
Etimología
Bignonia: nombre genérico otorgado en honor a Jean-Paul Bignon  (1662-1743). por su protector Joseph Pitton de Tournefort en 1694.
catalpa: epíteto que procede de la voz catabba, su nombre vernáculo entre los indios americanos de los estados de Carolina y Georgia.

## Propiedades
- Se utiliza en decocción en casos de asma y disnea.
- La planta es tóxica por lo que no es aconsejable su uso.

Principios activos: catalpina, ácido p-oxibenzoico y protocaquético.
Indicaciones: febrífugo, ligeramente narcótico, sedante, asmático. Se ha usado como sucedáneo de la quinina para las fiebres de los pantanos y como colirio para el tracoma y las conjuntivitis. Las raíces son venenosas. Se usan la corteza y los frutos.